# Okénane
L'okénane, le produit final diagénétique de l'okénone, est un biomarqueur des Chromatiaceae, les bactéries pourpres sufureuses. Ces phototrophes anoxygéniques (en) utilisent la lumière comme source d'énergie et le sulfure comme donneur d'électrons et source de soufre. La découverte d'okénane dans les sédiments marins implique un environnement euxiniques passé, où les colonnes d'eau étaient anoxiques et sulfurées. Cela est potentiellement extrêmement important pour reconstituer les conditions océaniques passées, mais jusqu'à présent, l'okénane n'a été identifié que dans un échantillon de roche du Paléoprotérozoïque (1,6 milliard d'années) du nord de l'Australie,.

## Contexte

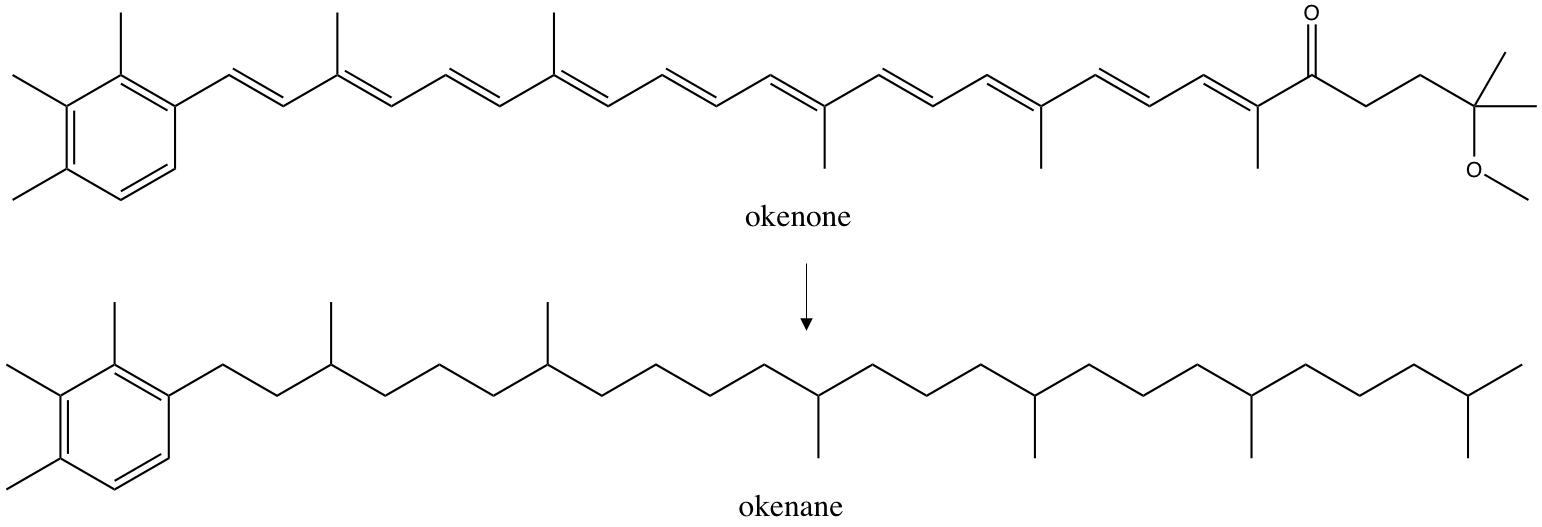
Les bactéries pourpres sufureuses produisent la molécule pigmentaire okénone, qui est ensuite altérée diagénétiquement et préservée sous forme d'okénane partiellement saturé. La découverte d'okénane dans les sédiments est considérée comme une preuve de l'existence de bactéries poupres sulfureuses, impliquant un environnement anoxique et sulfuré.

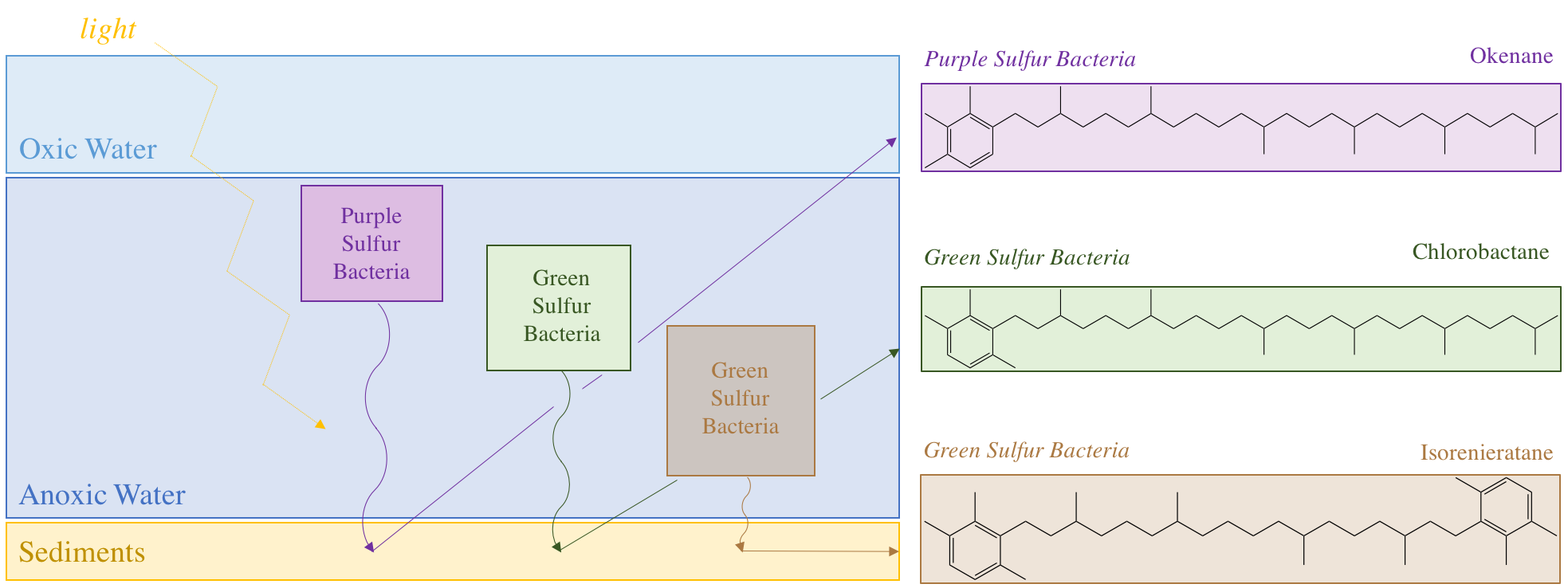
Au Paléoprotérozoïque, la colonne d'eau est peut-être devenue sulfurée et anoxique. Les bactéries pourpres et vertes vertes sulfureuses ont probablement prospéré dans cet environnement euxinique. Les bactéries pourpres sulfureuses produisent le pigment okénone qui, pendant la diagenèse, se dégrade en okénane. Les bactéries vertes sulfureuses avec des pigments verts produisent du chlorobactène, qui est transformé en chlorobactane pendant l'enfouissement. Les bactéries vertes sulfureuses avec des pigments bruns produisent de l'isorénieratène, qui est conservé sous forme d'isorénieratane. Chaque phototrophe anoxygénique occupe une plage de profondeur différente dans l'océan, en fonction de l'absorption de lumière de leur pigment. Les biomarqueurs de ces espèces peuvent nous renseigner sur les paléoenvironnements anoxiques.

L'okénone est un caroténoïde, une classe de pigments omniprésents dans les organismes photosynthétiques. Ces molécules conjuguées agissent comme des accessoires dans le complexe de captage de la lumière. Plus de 600 caroténoïdes sont connus, chacun avec une variété de groupes fonctionnels qui modifient leur spectre d'absorption. L'okénone semble être mieux adaptée à la transition jaune-vert (520 nm) du spectre visible, capturant la lumière sous le plancton marin dans l'océan. Cette profondeur varie en fonction de la structure de la communauté de la colonne d'eau. Une étude des proliférations microbiennes a révélé que les Chromatiaceae se trouvaient n'importe où entre 1,5 mètres et 24 mètres de profondeur, mais plus de 75 % se sont produites au-dessus de 12 mètres. D'autres bactéries planctoniques sulfureuses occupent d'autres niches : les bactéries vertes sulfureuses, les Chlorobiaceae, qui produisent le caroténoïde chlorobactène, ont été trouvées en plus grande abondance au-dessus de 6 mètres tandis que les bactéries vertes sulfureuses qui produisent l'isorénieratène ont été principalement identifiées au-dessus de 17 mètres. La découverte de l'un de ces caroténoïdes dans des roches anciennes pourrait limiter la profondeur de la transition oxique-anoxique ainsi que limiter l'écologie passée. L'okénane et le chlorobactane découverts dans des échantillons paléoprotérozoïques australiens ont permis de conclure à une transition anoxique temporairement peu profonde, probablement entre 12 et 25 mètres.
L'okénone est synthétisée dans 12 espèces de Chromatiaceae, réparties en huit genres. D'autres bactéries sulfureuses violettes ont des pigments caroténoïdes acycliques comme le lycopène et la rhodopsine. Cependant, les géochimistes étudient en grande partie l'okénone car elle est structurellement unique. C'est le seul pigment avec un modèle de substitution 2,3,4 triméthylaryle. En revanche, les bactéries vertes sulfureuses produisent des isoprénoïdes 2,3,6 triméthylaryle. La synthèse de ces structures produit une spécificité biologique qui peut distinguer l'écologie des environnements passés. L'okénone, le chlorobactène et l'isorénieratène sont produits par des bactéries sulfureuses par modification du lycopène. Dans l'okénone, le groupe terminal du lycopène produit un cycle χ, tandis que le chlorobactène possède un cycle φ. La première étape de la biosynthèse de ces deux pigments est similaire, formation d'un cycle β par une enzyme β-cyclase. Ensuite, les synthèses divergent, l'enzyme carotène désaturase/méthyltransférase transformant le groupe terminal du cycle β en un cycle χ. D'autres réactions complètent la synthèse de l'okénone : allongement de la conjugaison, ajout d'un groupe méthoxy et insertion d'une cétone. Cependant, seules les premières étapes de synthèse sont bien caractérisées biologiquement.

## Conservation
Une voie diagénétique proposée pour saturer l'okénone en okénane est la désulfuration réductrice, où le sulfure d'hydrogène s'ajoute à une double liaison puis est éliminé. Des recherches supplémentaires sont nécessaires sur d'autres réactions qui éliminent les groupes fonctionnels avant la conservation.
Les pigments et autres biomarqueurs produits par les organismes peuvent échapper à la dégradation microbienne et chimique et persister dans les roches sédimentaires. Dans des conditions de conservation, l'environnement est souvent anoxique et réducteur, ce qui entraîne une perte chimique de groupes fonctionnels comme les liaisons doubles et les groupes hydroxyles. Les réactions exactes au cours de la diagenèse sont mal comprises, bien que certains aient proposé la désulfuration réductrice comme mécanisme de saturation de l'okénone en okénane,. Il existe toujours la possibilité que l'okénane soit créé par des réactions abiotiques, peut-être à partir de déplacements de méthyle dans le β-carotène. Si cette réaction se produisait, l'okénane aurait de multiples précurseurs et la spécificité biologique du biomarqueur serait diminuée. Cependant, il est peu probable que des réarrangements spécifiques d'isomères de deux groupes méthyles se produisent sans activité enzymatique. La majorité des études concluent que l'okénane est un véritable biomarqueur des bactéries à soufre violet. Cependant, d'autres arguments biologiques contre cette interprétation sont valables. Les organismes passés qui ont synthétisé l'okénane peuvent ne pas être des analogues modernes des bactéries à soufre violet. Il peut également y avoir d'autres photosynthétiseurs producteurs d'okénone dans l'océan d'aujourd'hui qui ne sont pas caractérisés. Une autre complication est le transfert horizontal de gènes. Si les Chromatiaceae ont acquis la capacité de créer de l'okénone plus récemment que le Paléoprotérozoïque, alors l'okénane ne suit pas les bactéries pourpres sufureuses, mais plutôt le donneur de gène d'origine. Ces ambiguïtés indiquent que l'interprétation des biomarqueurs dans les roches vieilles de plusieurs milliards d'dates sera limitée par la compréhension des métabolismes anciens.

## Techniques de mesure

### Chromatographie en phase gazeusecouplée à laspectrométrie de masse
Avant l'analyse, les roches sédimentaires sont extraites pour la matière organique. En général, moins d'un pour cent seulement est extractible en raison de la maturité thermique de la roche source. Le contenu organique est souvent séparé en saturés, aromatiques et polaires. La chromatographie en phase gazeuse peut être couplée à la spectrométrie de masse pour analyser la fraction aromatique extraite. Les composés éluent de la colonne en fonction de leur rapport masse sur charge et sont affichés en fonction de leur intensité relative. Les pics sont attribués aux composés en fonction des recherches dans la bibliothèque, des normes et des temps de rétention relatifs. Certaines molécules ont des pics caractéristiques qui permettent des recherches faciles à des rapports masse/charge particuliers. Pour l'isoprénoïde triméthylaryle okénane, ce pic caractéristique se produit à un rapport masse sur charge de 134.

### Rapports isotopiques
Les rapports isotopiques du carbone des bactéries pourpres et vertes sufureuses sont significativement différents de ceux des autres organismes photosynthétiques. La biomasse des bactéries pourpres sulfureuses, Chromatiaceae, est souvent appauvrie en δ13C par rapport aux phototrophes oxygénés typiques tandis que les bactéries vertes sufureuses, Chlorobiaceae, sont souvent enrichies. Cela offre une discrimination supplémentaire pour déterminer les communautés écologiques préservées dans les roches sédimentaires. Pour le biomarqueur okénane, le δ13C pourrait être déterminé par un spectromètre de masse à rapport isotopique.

## Cas du nord de l'Australie
Dans les environnements modernes, les bactéries pourpres sulfureuses prospèrent dans les lacs méromictiques (stratifiés en permanence) et les fjords à seuil et sont observées dans peu d'écosystèmes marins. Les eaux hypersalines comme la mer Noire sont des exceptions. Cependant, il y a des milliards d'dates, lorsque les océans étaient anoxiques et sulfurés, les bactéries phototrophes sulfureuses avaient plus d'espace habitable. Des chercheurs de l'université nationale australienne et du Massachusetts Institute of Technology ont étudié des roches vieilles de 1,6 milliard d'dates pour examiner les conditions chimiques de l'océan paléoprotérozoïque. Beaucoup pensent que cette époque avait des colonnes d'eau oxique profondément pénétrantes en raison de la disparition des formations ferrifères rubanées il y a environ 1,8 milliard d'dates. D'autres, menés par l'article de Donald Canfield dans Nature en 1998, pensent que les eaux étaient euxiniques. L'examen des roches de l'époque a révélé des biomarqueurs de bactéries sulfureuses violettes et vertes, ajoutant des preuves à l'appui de l'hypothèse de l'océan de Canfield. L'affleurement sédimentaire analysé était la formation de Barney Creek du groupe McArthur dans le nord de l'Australie. L'analyse des échantillons a identifié à la fois les isoprénoïdes 2,3,6 triméthylarl (chlorobactane) des Chlorobiaceae et les isoprénoïdes 2,3,4 triméthylaryl (okénane) des Chromatiaceae. Le chlorobactane et l'okénane indiquent tous deux un océan euxinique, avec des conditions de surface sulfurées et anoxiques en dessous de 12-25 mètres. Les auteurs ont conclu que bien que l'oxygène soit présent dans l'atmosphère, les océans du Paléoprotérozoïque n'étaient pas complètement oxygénés.